# Bílá díra (Červený trpaslík)
Bílá díra (v anglickém originále White Hole) je čtvrtý díl čtvrté série (a celkově dvacátý druhý v rámci seriálu) britského kultovního sci-fi seriálu / sitcomu Červený trpaslík. Poprvé byla odvysílána 7. března 1991 na stanici BBC2. Scénář napsali Rob Grant a Doug Naylor, režie Ed Bye a Paul Jackson.

## Námět
Posádka kosmické lodi Červený trpaslík se pokusí odvrátit počítačovou senilitu Holly a zvýší krátkodobě její IQ na závratných 12 368, přičemž životnost klesne na několik minut. V blízkosti lodi se vyskytne vzácný vesmírný fenomén zvaný Bílá díra. Díky němu plyne čas jiným způsobem a neplatí již kauzalita. Tento stav je třeba okamžitě řešit.

## Děj epizody
David Lister vejde do místnosti, kde Kryton právě opravil mluvící toustovač, který Lister dříve rozbil v návalu vzteku. Dave nepovažuje za moudré znovu jej aktivovat, neboť toustovač je posedlý svou funkcí a navíc neskutečně drzý. Jakmile Kryton aktivuje jeho řečové schopnosti, toustovač okamžitě vychrlí nabídku toustu. Když mu Lister vysvětlí, že nikdo na lodi nemá zájem o žádné toasty, housky, muffiny, briošky, lívance ani palačinky, toustovač se provokativně zeptá:
„Aha, takže vy jste na vafle?“
To Listera pořádně vytočí a táže se Krytona, proč jej opravoval. Kryton vysvětlí, že toustovač úspěšně posloužil pro zkoušku rozšíření IQ, díky čemuž by bylo možné navrátit Holly její původní IQ 6 000.
Přípravy vrcholí a Lister si plánuje, jak se vrátí na Zemi poté, co Holly s původním vysokým IQ vynalezne nadsvětelný pohon či stroj času. Experiment je spuštěn, výboje probleskují a Holly cítí, jak se jí vrací geniální schopnosti. IQ se zastaví na čísle 12 368. Holly zná veškeré odpovědi na otázky o nekonečnu, Bohu, teorii chaosu při předpovědi počasí, zná filosofii, metafyziku, zkrátka vše. Touží se podělit o své znalosti a vybídne mluvící toustovač, aby se zeptal na cokoli. Toustovač položí svou obligátní otázku, zda si Holly nedá toust. Tuto otázku několikrát zopakuje, než konečně položí rozumný dotaz. Jak je možné, že má Holly IQ přesahující 12 000, když se mělo vrátit na 6 000? Holly se zamyslí a zjistí, že došlo k chybě. Kvůli nárůstu IQ se geometrickou řadou snížila životnost na 345. Toustovač se domnívá, že jde o roky, ale Holly upřesní, že jde o minuty. Navíc je tam chyba v desetinné čárce, správný údaj je 3,45 minuty!
Aby ušetřila rychle ubíhající čas do konce svého života, Holly se raději vypne. Tím pádem se vypnou veškeré funkce lodi, motory přestanou pracovat a kosmická loď letí vesmírným prostorem zcela neovladatelná.
David Lister, Kryton, Kocour a Arnold Rimmer jsou uvězněni v jedné z chodeb lodi. Aby se dostali do laboratoře, musí prorazit více než 50 dveří, které jsou nyní nefunkční. Použijí Krytona jako beranidlo.
Zde se pokusí zjistit, o co jde, to se jim podaří až poté, co zablokují automatické vypínání Holly, která s nimi nechce hovořit kvůli nedostatku času. Poté, co pochopí vážnost situace, Holly opět vypnou.
Bez elektrického proudu je život na lodi složitý. Rimmerova projekční jednotka je napojena na záložní zdroj, jenž generuje také kyslík. Kryton spočítá, že pokud by byl hologram vypnut, Kocourovi s Listerem stoupne zbývající čas do vyčerpání vzduchu ze dvou na šest měsíců. Poukazuje na vesmírné direktivy, kdy hologram musí obětovat svůj „život“ pro živé členy posádky. To ovšem Rimmer zatvrzele odmítá.
Během jedné cesty pro zásoby se Kryton s Rimmerem setkají s neobvyklým jevem. V jednom místě etáže plyne čas pomaleji než opodál. Kryton vyvodí, že se jedná o Bílou díru, která chrlí čas do prostoru, díky čemuž neplatí příčinné souvislosti. Posádka se rozhodne požádat Holly o řešení vzniklé situace. Holly vyjede instrukce na paměťovou kartu. V Kosmiku probírají všichni společně navrženou variantu. Holly spočítala, že Kosmik musí vystřelit termojadernou zbraň do jednoho slunce, vzniklá exploze vymrští blízkou planetu směrem k Bílé díře a eliminuje ji.
Listerovi se toto řešení nezamlouvá. V liverpoolské putyce hrával často kulečník a tento Hollyin „šťouch“ považuje za špatný. Tvrdí, že jej zahraje lépe - planetu je třeba vychýlit z jiné strany. Rimmer pochybuje o jeho příčetnosti a dává hlasovat: plán superpočítače s IQ 12 368 proti domněnce Listera - neúspěšného vesmírného trouby. Kocour souhlasí s Rimmerovými argumenty, ale hlasuje pro Listera, protože by nedal nikdy hlas někomu, kdo se tak nevkusně obléká. Kryton také souhlasí, ale musí dát hlas živé bytosti před hologramem, je tak naprogramován. Lister se stává vítězem hlasování.
Při přípravě šťouchu se Lister nalévá silným ležákem a myslí mu probíhají vzpomínky na onu zakouřenou putyku za starých časů. Nakonec „hraje“ a zdá se, že minul. Planeta letí zcela jiným směrem, zavadí o další planetu a ta ucpe Bílou díru. I Kocour pochopí, že Lister blufoval a předvedl brilantní šťouch. Dave „Cinzano Bianco“ Lister si užívá svých pět minut slávy, zatímco mizí důsledky vlivu Bílé díry. Kryton ví, že za okamžik si nebudou nic pamatovat, protože se tyto události vlastně nestaly a tak rychle využívá situaci, aby řekl Rimmerovi:
„A proto využívám této možnosti, pane Rimmere, abych vám řekl, že jste ten nejtupější a nejpodlejší uměle stvořený zmetek, jakého jsem měl kdy tu smůlu potkat!“

## Kulturní odkazy
Arnold Rimmer zmíní při rozhovoru o cestě časem Napoleona Bonaparte jako historickou postavu, s níž by rád spolupracoval. Také odkazuje na kapitána Lawrence Oatese a deník R. F. Scotta, když obhajuje svou zbabělost při hrozícím vypnutí jeho hologramové projekční jednotky.